# Tauã Ferreira dos Santos
Tauã Ferreira dos Santos (* 29. Dezember 1993 in Mongaguá), auch unter dem Namen Tauã bekannt, ist ein brasilianischer Fußballspieler.

## Karriere
Tauã erhielt seine fußballerische Ausbildung unter anderem beim Avaí FC. Hier schaffte er 2012 auch den Sprung in den Profikader. Im Ligabetrieb der Série B spielte er am 3. November 2012 gegen den Ceará SC. In dem Spiel wurde er in der 66. Minute eingewechselt. Auch in den restlichen vier Spielen der Saison kam er zum Einsatz. Das erste Tor als Profi erzielte der Spieler im Rahmen der Staatsmeisterschaft von Santa Catarina 2013. Im Spiel gegen den Criciúma EC wurde er am 28. April in der 64. Minute eingewechselt und traf in der 71. Minute zum 3:2-Endstand.
Zum Saisonstart 2014 wurde Tauã zunächst an den CN Marcílio Dias ausgeliehen, mit welchem er in der Staatsmeisterschaft von Santa Catarina antrat. Der Spieler betritt in dem Wettbewerb 14 Spiele und erzielte vier Tore. Danach wurde er weiter verliehen an den Guarani de Palhoça. Hier spielte mit in der Série D und der Série B der Staatsmeisterschaft von Santa Catarina. In beiden Wettbewerben kam er auf 26 Spiele und 12 Tore.
Den Start in das Jahr 2015 erlebte Tauã beim EC Santo André. Allerdings bestritt er hier nur zwei Spiele. Eines in der zweiten Liga der Staatsmeisterschaft von São Paulo sowie eines im Copa do Brasil. Zum Ligabetrieb kehrte zu seinem Stammverein Avaí zurück, welcher in der Saison in der Série A spielte. Im Spiel gegen Palmeiras São Paulo am 9. Juli 2015 kam Tauã in der 77. Minute zu seinem ersten Erstligaeinsatz. Diesem schlossen sich noch vier weitere an. Mehrmals saß er zudem auf der Reservebank.
Das Folgejahr lief Tauã zunächst für Avaí auf. Er trat für den Klub bis August 2016 insgesamt 27-mal in offiziellen Wettbewerben an, davon in der Primeira Liga do Brasil 2016 zweimal, in der Staatsmeisterschaft von Santa Catarina neunmal, im Copa do Brasil viermal (ein Tor) und in der Série B zwölfmal. Mitte August wurde Tauã an den Tombense FC ausgeliehen. Die Leihe wurde befristet bis Jahresende. Mit dem Klub bestritt er in dem Jahr noch vier Spiele in der Série C. Am Ende der Leihe wurde Tauã fest von Tombense übernommen. Für die Spiele in der zweiten Liga der Staatsmeisterschaft São Paulo 2018, wurde der Spieler an den CA Penapolense ausgeliehen. Nach Abschluss der Leihe schloss sich eine weitere an. Tauã kam zu Atlético Acreano, mit welchem er in der Série C antrat. Nach Abschluss des Wettbewerbs kehrte er zu Tombense zurück. Über die Ausleihstation EC São Luiz wechselte er Anfang 2020 nach Thailand. Hier unterschrieb er einen Vertrag beim Zweitligaaufsteiger Nakhon Pathom United FC. Der Verein aus Nakhon Pathom spielte in der zweiten thailändischen Liga, der Thai League 2. Für Nakhon Pathom absolvierte er 31 Spiele und schoss dabei 23 Tore. Im Juni 2021 unterzeichnete er einen Vertrag beim thailändischen Erstligisten PT Prachuap FC. Am 29. Mai 2022 stand er mit PT im Finale des Thai League Cup. Hier unterlag man im BG Stadium Buriram United mit 4:0. Für Prachuap absolvierte er neun Ligaspiele. Nach der Saison wurde sein Vertrag nicht verlängert. Im Juli 2022 nahm ihn der Zweitligist Trat FC unter Vertrag. Am Ende der Saison 2022/23 feierte er mit dem Verein aus Trat die Vizemeisterschaft und den Aufstieg in die erste Liga. Für Trat bestritt er 28 Ligaspiele, in denen er 15 Treffer erzielte. Nach der Saison verließ er den Verein und schloss sich im Juni 2023 dem Erstligisten Lamphun Warriors FC an. Für den Verein aus Lamphun bestritt er 26 Ligaspiele. Im Sommer 2024 wurde sein Vertrag nicht verlängert. Ende Juni 2024 wurde er von seinem ehemaligen Verein PT Prachuap FC unter Vertrag genommen.

## Erfolge
PT Prachuap FC
- Thailändischer Ligapokalfinalist: 2021/22

Trat FC
- Thailändischer Zweitligavizemeister: 2022/23  ▲